# Федечко Мар'ян Григорович
Мар'ян Григорович Федечко (20 січня 1954, с. Бишки, Україна — 25 грудня 2021, м. Тернопіль, Україна) — український поліграфіст, журналіст. Член Національної спілки журналістів України.

## Життєпис
Мар'ян Федечко народився 20 січня 1954 року в селі Бишках, нині Тернопільського району Тернопільської області України.
Закінчив Львівський поліграфічний технікум (1973, нині Українська академія друкарства), Всесоюзний заочний університет управління персоналом (1990, м. Київ). Від 1973 — у Тернопільській обласній друкарні (нині видавничо-поліграфічний комбінат «Збруч»): майстер, начальник цеху, начальник відділу, заступник директора, заступник голови правління; від 2004 — виконавчий директор комбінату (припинив свою діяльність в 2011).

## Доробок
Автор публікацій у пресі. Співініціатор впровадження офсетного друку в газетному виробництві.
Сприяв випуску Тернопільського енциклопедичного словника, річників «Тернопілля», книг Івана Гермаківського, Петра Тимочка, Василя Тракала та інших тернопільських авторів, реалізації інших видавничих проектів; підтримував виробничі зв'язки з редакціями районними газетами і друкарнями, поліграфічними підприємствами сусідніми областями і науковцями.
Науковий редактор регіональної енциклопедії «Тернопільщина. Історія міст і сіл».